# Lattergas
 Der er for få eller ingen kildehenvisninger i denne artikel, hvilket er et problem. Du kan hjælpe ved at angive troværdige kilder til de påstande, som fremføres i artiklen.

Dinitrogenoxid (N2O), også kendt som lattergas eller kvælstofforilte, er ved stuetemperatur og atmosfærisk tryk en farveløs, ikke-brændbar gas med en behagelig, let sødlig lugt. Navnet "lattergas" skyldes den virkning, denne gas har på mennesker, der inhalerer den, og den bruges også som bedøvelsesmiddel under tandlægeoperationer. 
Dinitrogenoxid er også en drivhusgas med et drivhuspotentiale 310 gange så højt som CO₂, faldende til 153 gange efter 500 år i atmosfæren.

## Tekniske anvendelser
Dinitrogenoxid bruges som
- Bedøvelsesmiddel (ofte hos tandlæger, fødsler).
- Drivgas til barberskum og fødevarer på sifon, f.eks. flødeskum.
- Iltningsmiddel for forbrændingsmotorer: Dinitrogenoxid leverer mere ilt til motorens forbrænding pr. rumfangsenhed end atmosfærisk luft.
- Nitrous Express og Nitrous Oxide Systems (NOS) laver også lattergas-blandinger til biler, så den forbrænder benzin/ilt-blandingen hurtigere.

## Sundhed og sygdom
Ved indånding forårsager dinitrogenoxid den føromtalte ufølsomhed over for smerte, samt eufori, svimmelhed og i visse tilfælde en svag afrodisisk virkning. Større doser over kort tid kan desuden medføre mild kvalme eller blivende svimmelhed, muligvis pga. den højere koncentration af adrenalin eller endogene opioider i blodet under indånding. Gassens analgetiske virkning skyldes muligvis, at den fungerer som en opioid ligand eller frigiver kroppens naturlige reserver af disse. Alternativt kan modulation af det noradrenerge system i hjernen være årsag til den analgetiske virkning. Gassen i sig selv er ugiftig, men kan fortrænge den nødvendige ilt i indåndingsluften og derigennem føre til kvælning (hypoxi).[kilde mangler]
Længere tids brug i større mængder er forbundet med mangel på B12-vitamin, hvilket afstedkommer uheldige fysiske reaktioner. Det er gennem forskning blevet bevist, at N2O ikke, som andre rekreative inhalanter, er neurotoksisk, men blivende hjerneskade kan ses, på grund af iltmangel eller B12-vitamin mangel som følge af misbruget.[kilde mangler]

## Dinitrogenoxid som rusmiddel
Der findes eksempler på misbrug af dinitrogenoxid som et rusmiddel, hvilket er en af årsagerne til, at gassen udfases til fordel for andre bedøvelsesmidler. I ca. 30 stater i USA er det forbudt at bruge dinitrogenoxid for dets euforiske virkninger.
I ambulancetjenesterne i Danmark bruges lattergas (Alnotox) ikke længere, efter at ambulancebehandlere og paramedicinere har kompetence til at anvende instanyl inhalation eller paramedicinere give morfin intravenøst.
Opiatet virker bedre ved at lave selektiv binding på de receptorer der forhindrer videresendelse af smertesignaler til hjernen.
Lattergas forhindrer ikke, men forplumrer smertesignaler og derved en bedøvende virkning.
Mange steder ved festivaler, ferier i udlandet hvor unge fester, benyttes lattergas. Det er ikke samme type lattergas man får hos tandlægen. Lattergassen er uden ilt, og man får en kortvarig rus. Ved ukorrekt brug af dinitrogenoxid er den livstruende. De små beholdere blev ofte fundet som affald efter brug, og de blev salgsbegrænset i Danmark.
Rekreationel brug kan føre til subkutant emfysem og pneumomediastinum.

## Historisk
Lattergassen blev første gang beskrevet af Joseph Priestley i 1772.
Syntesen på det tidspunkt foregik efter formlen:
2NO + H2O + Fe → N2O + Fe(OH)2
I 1790'erne eksperimenterede Humphry Davy sammen med nogle venner (herunder digterne Samuel Taylor Coleridge og Robert Southey) med at inhalere gassen. De opdagede hurtigt, at dinitrogenoxid virker sløvende på smertesansen, uden at personen mister bevidstheden helt, og siden blev stoffet brugt som bedøvelsesmiddel.